# 薩隅方言
薩隅方言（さつぐうほうげん）は、鹿児島県（奄美群島除く）と宮崎県諸県地方（主に都城市や小林市など）で話される日本語の方言。鹿児島県がかつての薩摩国と大隅国にあたることからこう呼ばれる。鹿児島弁（かごしまべん、かごっまべん、かごんまべん）、薩摩語、薩摩言葉とも言う。

## 概要

地方区分:
■ 薩摩地方 ■ 大隅地方 ■ 諸県地方 ■ 鹿児島県のその他地域

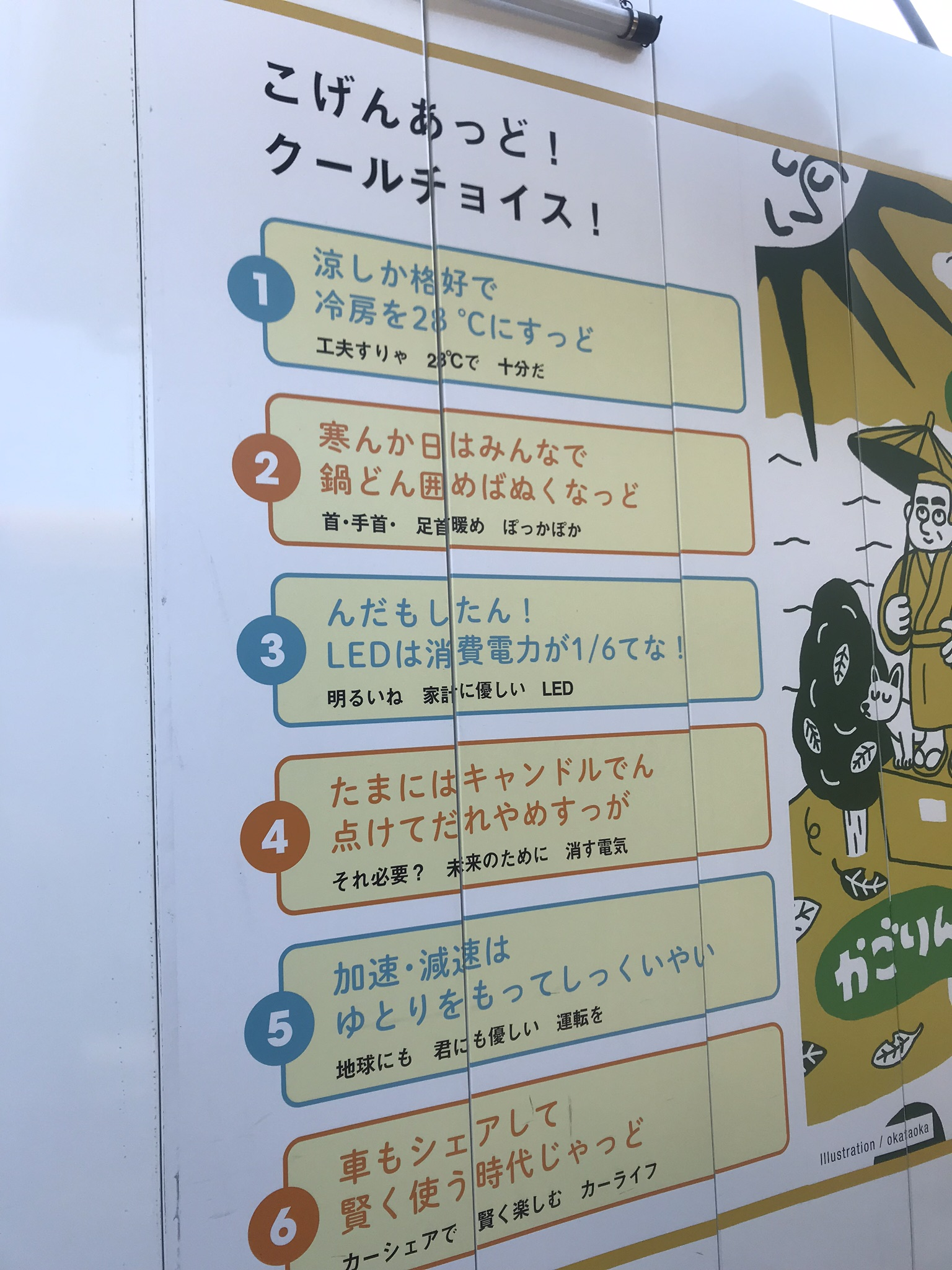
鹿児島弁による地球温暖化対策啓発。鹿児島市にて2020年に撮影。

### 薩隅方言の位置づけ
「薩隅」とは、文字通り九州南端の西に位置する薩摩と、東に位置する大隅の両方に通じるものとして総称されたものである。この地域の方言はニュアンス的な差異はあるものの、大別すれば同一の方言圏に属する。なお、九州のこのような方言分類としては他に、「肥筑方言」と「豊日方言」とがある。つまり九州の方言は大きく3つのブロックに分かれることになる。「よか」のようなカ語尾や「ばってん」などの九州方言らしい特徴は肥筑方言に多く、薩隅方言は「子音で終わる語」（母音の脱落）を発達させるなど特殊化が進んでいる。
宮崎県南西部の諸県地方は薩摩藩の支配下にあったことから、薩隅方言圏であり、諸県弁と呼ばれる。ただし東諸県郡は、現在では宮崎弁化が進んでいる。鹿児島県の大部分が二型アクセントであるのに対し、宮崎県小林・都城から鹿児島県末吉・志布志にかけては統合一型式アクセント、宮崎県えびのは鹿児島同様二型アクセント、宮崎県北諸県郡と西諸県郡は無アクセントである。
このように薩隅方言の中での地域差も大きく、例えば薩摩地方の中でさえ、県境付近の北薩（出水市など）と薩摩半島末端の枕崎市や頴娃町などでは、同じ方言とは思えないほど語彙や言い回しに大きな差異がある。

### 区画
薩隅方言の内部は、以下のように区分される。薩摩と大隅の間に境界線は引かれず、むしろ薩摩半島南端部や大隅半島南端部（佐多・内之浦）の方言に特色がある。離島方言はそれぞれに特色があり、特に種子島方言は薩隅方言的特徴が薄く、独自色が強い。
- 薩隅諸方言
  - 薩隅諸方言
  - 硫黄・竹島方言
  - 薩摩南端方言
- 離島方言
  - 獅子島・長島方言
  - 屋久島方言（口永良部島を含む）
  - トカラ方言
    - 北部方言
    - 南部方言

  - 甑島方言
- 種子島方言
- 東諸県方言

## 音韻

### 音節の運用
音節が種類によらず同じ長さで発音され、モーラの単位がない。アクセントも専ら音節単位でつけられ（他の多くの方言ではモーラ単位）、日本語としては珍しい「音節方言」の部類に入る。
たとえば、『行って』という語を標準語や多くの方言では 「イ-ッ-テ」/i-q-te/と3拍（2音節だが3モーラ、qは促音）に運用するが、薩隅方言ではこれが「イッ-テ」/iq-te/という2拍にしかなりえない。すなわち、薩隅方言では音節数と拍の数との間に齟齬がなく、両者はつねに一致しているので、モーラという概念を導入する必要がないのである。

### 促音化
薩隅方言の特徴として語中・語尾の狭母音の脱落による促音化がある。共通語では促音は語中にしか発生しないが、薩隅方言では語末のキ・ギ・ク・グ・チ・ジ・ツ・ビ・ブが促音化し、内破音 [t] または声門破裂音 [ʔ] となる。鹿児島市や薩南の一部では動詞語尾の「る」も促音化する。これにより、薩隅方言では多数の同音異義語が生まれている。たとえば、「靴」「首」「口」「釘」「櫛」「来る」などの単語はすべて「クッ」と発音されるという。
- 「靴」 : /kuq/ < /*kut/ < /kutu/
- 「首」 : /kuq/ < /*kub/ < /kubi/

他の例
- カッ（柿・嗅ぐ・カビ・鍵・書く・勝ち・火事・勝つ）[6]
- トッ（飛ぶ、取る）[6]
- オッ（折る）
- サッ（去る）

語中での促音化は、「シッモサン」/siqmosan/[ʃiʔmosaɴ]（知りません）、「コッゴ」/koqgo/[koggo]（国語） などのように、共通語と違って鼻音や濁音の前でも起こる。これらの促音は、鼻音・母音・半母音の前では声門破裂音[ʔ]、濁音の前では各種子音で発音される。

### 連母音融合
母音（a, i, u, e, o）が連続する部分を連母音という。薩隅方言では連母音が現れると、その部分が融合し母音の短音に変化する場合がある。薩隅方言では原則として長音は短音化する（例）ユ（言う）、ソド（騒動）。以下は同方言における連母音融合の主なパターン。
- /ai/, /ae/ > /e/
  - 長い /nagai/ → ナゲ /nage/
  - 具合 /guai/ → グエ /gue/
  - 橙 /daidai/ → デデ /dede/
  - 蝿 /hae/ → ヘ /he/
  - 考えた /kaɴgaeta/ → カンゲタ /kaɴgeta/[注 2] .... etc
- /oi/, /oe/ > /e/
  - 太い /futoi/ → フテ /fute/
  - 匂い /nioi/ → ニエ /nie/
  - 揃えた /soroeta/ → ソレタ /soreta/[注 2]
  - 添え物 /soemono/ → セモン /semon/ .... etc
- /ui/ > /i/
  - 軽い /karui/ → カリ /kari/
  - 雑炊 /zoʀsui/ → ズシ /zusi/
  - 縫い物 /nuimono/ → ニモン /nimon/ .... etc

固有名詞について母音の短音化が行われる例は少ない。ただ、高齢層においては「生産物名」「地名」「歴史上の人物の名前」など、「生活において使用が一般化されている固有名詞」を短母音化させる人も多い（例：西郷隆盛→「さいごうどの/さいごうさま」→「セゴドン/セゴサァ」）。一般人の人名については高齢者でも短母音化させる傾向は少ない。そのため「使用頻度の多い音節に対して、滑舌の使用頻度を下げ、疲労を軽減させ発語の速度を上げるための変化」とも言える。
甑島では、/ai/ の変化として /e/ だけでなく /eː/、/æː/、/jaː/、/aː/ が現れる。種子島では、/ai/ → /aː/ の変化をする。

### その他
語尾のニ・ヌ・ノ・ミ・ムはンに変化しやすい（例）カン（紙）、ヨン（読む）。
ラ行音、特にリ・ル・レは、イに変化しやすい（例）クイ（栗）、クイマ（車）、コイ（これ）など。またラ行音はダ行音に変化しやすい（例）ダッパ（らっぱ）。ただし直前がシの場合はタ行音になる（例）ウシト（後ろ）、ハシタ（柱）。一方、下甑島・種子島・屋久島では逆にダ行からラ行への変化が聞かれる。
「焼酎」→「ソツ」、「数珠」→「ズシ」のような、拗音の直音化が盛んである。
鹿児島市や県北を除いて、ヂとジ、ズとヅの四つ仮名の区別が認められる。
主に薩摩半島南部や上甑島・屋久島・種子島で、ガ行鼻濁音がある。これらの地域では同時にカ行・タ行の濁音化も聞かれる。

## アクセント
薩隅方言の主流アクセントは二型アクセントである。二型アクセントでは、すべての語はA型とB型の2種類どちらかに属し、音節数に関わらずアクセントの型は2種類に限られる。鹿児島市など鹿児島県の大部分で用いられる主流アクセントでは、A型は文節の最終音節の一つ前の音節のみが高くなり、B型は最終音節のみが高くなる。一音節語の場合、A型は音節内部で下降、B型は高く平らに発音される。付属語が付くと、高い部分はその分後ろにずれる。例えばA型の「飴」は単独では「アメ」だが助詞「が」が付くと「アメガ」である。B型の「雨」は「アメ」だが「アメガ」となる。
薩隅方言ではアクセントは拍（モーラ）ではなく音節を単位として付与されるので、語中の促音（ッ）、撥音（ン）、連母音後部、長音、無声化した母音は、その直前の拍と結合して一つの単位となる。たとえば、「父さん」（A型）は「トー・サン」の二音節に分けられ「トーサン」となり、「人情」（B型）は「ニン・ジョー」と分けられ「ニンジョー」となる。一方、甑島では拍単位でアクセントが付与される。
複合語の場合は前部要素によってアクセントが決定される。すなわちA型「日」とB型「傘」の複合した「日傘」はA型、B型の「靴」とA型の「底」の複合した「靴底」はB型である。接頭辞も複合語の前部要素と同じように作用するが、なかにはそれぞれが独立性を保つ場合もある。例えば「ダイイチガクネン」（第一学年）など。「テンノータンジョービ」（天皇誕生日）のように、語意識としては一語でありながら、二語的なアクセントを示す例もある。指定の助動詞「じゃ」も固有のアクセントを持ち、前部の名詞・形容詞とは分離される。（例）アメジャッタ（飴だった）、アメジャッタ（雨だった）。
屋久島も二型アクセントだが、屋久島北部の宮之浦では、A型は「○○」「○○が」、B型は「○○」「○○が」で、B型で最終音節が下がる点は二型アクセントの中では珍しい。枕崎市のアクセントは周辺と高低が逆になり、A型は「○○」「○○が」、B型が「○○」「○○が」となる。枕崎のアクセントは鹿児島主流アクセントが変化してできたものと考えられている。種子島の北部は枕崎と似たアクセントだが、南部ではアクセントの型区別が曖昧である。
宮崎県小林市・都城市から鹿児島県曽於市・志布志市付近には、尾高一型アクセントが分布する。尾高一型アクセントとは、全ての文節で最終音節を高く発音するもので、二型アクセントのA型がB型へ統合したものと考えられる。

## 文法

### 動詞
薩隅方言を始め九州方言には、下二段活用が残存している。また「貸す」「探す」など共通語のサ行五段動詞や、「できる」「落ちる」などの上一段動詞も下二段活用となる。共通語の上一段動詞の多くや、「寝る」「出る」などの二音節の下一段動詞は、薩隅方言では五段活用となる傾向がある。
| 活用   | 例語   | 未然    | 連用                            | 終止・連体 | 仮定      | 命令 | 意志・推量形 |
| ------ | ------ | ------- | ------------------------------- | ---------- | --------- | ---- | ------------ |
| 五段   | 聞く   | キカ-ン | キッ-セエ、キッ-モス、キイ-タ   | キッ       | キケ-バ   | キケ | キコ         |
| 下二段 | 上げる | アゲ-ン | アゲッ-セエ、アゲ-モス、アゲ-タ | アグッ     | アグレ-バ | アゲ | アグ         |
| カ変   | 来る   | コ-ン   | キッ-セエ、キ-モス、キ-タ       | クッ       | クレ-バ   | ケ   | ク           |
| サ変   | する   | セ-ン   | シッ-セエ、シ-モス、シ-タ       | スッ       | スレ-バ   | セ   | ス           |

連用形に接続する「セエ」は、「て」にあたる接続助詞。「モス」は「ます」にあたる丁寧の助動詞である。

### 形容詞
形容詞は、薩摩では「（高）タカカ・タッカ」のようなカ語尾と「タカイ・タケ」のようなイ語尾を併用する地域が広く、大隅・諸県ではイ語尾がかなり優勢である。イ語尾の場合、終止形で連母音が融合した「タケ」（高い）、「サミ」（寒い）のような形を、他の活用形にも使って「サミカッタ」「サミカロ」のように言うようになっている。
| 活用   | 例語 | 連用                                            | 終止・連体 | 仮定                              | 意志・推量形 |
| ------ | ---- | ----------------------------------------------- | ---------- | --------------------------------- | ------------ |
| カ語尾 | 赤い | アカカッ-セエ、アコ、アカカイ-モス、アカカッ-タ | アカカ     | アカカレ-バ、アカカリャ、アカカヤ | アカカロ     |
| イ語尾 | 赤い | アケッ-セエ、アケ、アケカイ-モス、アケカッ-タ   | アケ       | アケカレ-バ、アケカリャ、アケカヤ | アケカロ     |

### 助動詞
断定の助動詞には、「ジャ」「ジャッ」「ジャイ」があり、いずれも「ジャル」から生じたものである。枕崎には「ダッ」、下甑島には「ダ」があり、上甑島や屋久島には「ヤル」「ヤ」がある。
推量には、「-ジャロ」もあるが、「終止形＋ド」を用いる。
進行相には連用形+「ゴッ・ゴル・オッ・オル」、結果相には連用形（音便）+「チョル・チョッ」を用いる。ただし区別は失われつつあり、どちらも「チョル」で言う傾向がある。
他に、助動詞には以下のものがある。
- 未然形+ン：打消。…ない。
- 未然形+ンジ：打消接続。…なくて。
- 未然形+スッ・サスッ：使役。…させる。
- 未然形+ルッ・ラルッ：受身。…られる。
- 連用形+ス・モス・タモス・メーラスル・マラスル：丁寧。…ます。（メーラスル・マラスルは甑島のみ）
- ガナル・ワナル：可能。…られる。
- ゴチャッ：①様態。…ようだ。②（動詞の意志形に付いて）希望。…たい。（例）イコゴチャッ（行きたい）
- ゴワス:丁寧な断定。…です。

### 助詞
理由を表す接続助詞には、本土で「デ」、種子島・屋久島で「カラ」を用いる。「けれども」にあたる逆接の接続助詞には、本土で「ドン・イドン・ドンカラン」、本土南部や甑島列島、種子島、屋久島、トカラ列島などで「バッテン・バッチェン・バッテ・バッチ・バッ」などを用いる。
助詞の「に」はイに変化し、さらに前の名詞と融合したうえで短音化する（例）そこに→ソコイ→ソケー→ソケ。
準体助詞には九州の他地域と同じく「ト」を用いる。
他に薩隅方言に特徴的な助詞を挙げる。
- カラ：往来の手段。
- ズイ：帰着点。まで。
- ギイ：分量・程度。
- ケ：往来の目的。
- セエ：「て」にあたる接続助詞。
- セカ：限定。さえ。
- ハガッチャ：限定。しか。
- ダイ：終助詞。
- ド：終助詞。（例）ネド（無いですよ）

### 敬語体系
薩隅方言では敬語をよく使う。「ありがとう」を「アイガトモサゲモシタ」といったりするが、これは逐語的には「有難う・申し上げ・申した」がなまったものであるという。また、やはり、話す相手が目上・年下で、薩隅方言を使い分ける。

## エピソード

### 標準語に入った薩隅方言
標準語となった薩隅方言として、よく「おい」「こら」と運動部などで体罰の隠語として使われる「ビンタ」の3つが挙げられる。
明治時代の日本の警察は薩摩閥の力が強く（警察制度を立ち上げ初代警視総監となった川路利良が鹿児島県人だった）、警察官は元薩摩藩士が多かった。「おい」「こら（「これは」＝「あなた」の意）」、また「こらこら」（呼び掛けの「ねえ」の意）は彼らが市民の注意をひく際、話しかける際に用いた薩隅方言の言葉で、これが定着して、今日の標準語で広く使われるようになった。当時は、薩摩出身の警官から薩摩弁で「こら」と言われることに威圧感を感じていた市民が多く、後に相手の態度が悪いと叱る際に使われるようになったとされる。明治期当時の用例では、警官と女性の恋愛を描いた泉鏡花の作品『夜行巡査』にも次のようにして登場している。
職務質問の際に「もしもし」と声掛けされるようになったのは戦後である。
また、『ビンタ』は薩隅方言では単に頭（鬢;耳脇の髪）を指す意味に過ぎないが、その昔に大学の運動部や下士官がいた鹿児島県出身者が“指導”と称して後輩などを平手打ちした事を取り違えて定着したといわれる。鹿児島人は、気心がしれた相手や目下の人間に対してなんらかの動作を求める際に、関連の名詞などを無造作に言い放つ傾向が強い。他にも同様に薩隅方言の単語が別な意味として定着した例があると思われる。

### 暗号に使われた薩隅方言
第二次世界大戦中の1943年にドイツから日本へ寄贈された2隻の潜水艦のうちの1隻、U-511には軍事代表委員の野村直邦中将が便乗することになっていた。当時日本の外務省と在独大使館間の情報交換は、乱数表を用いた暗号電報を使用していた。ところが、戦況の悪化に伴い使用が困難になった。そこで、重大機密事項である潜水艦U-511の出航に関する情報交換に採用した暗号が「早口の薩隅方言」だった。
薩摩出身である東京の外務省本省職員とベルリンの駐独日本大使館職員が出航前後に十数回、堂々と国際電話を使って話を伝えた。アメリカ海軍情報局は当然のことながらこの通話を盗聴し、さまざまな方法で暗号の解読に努めたものの、最初はどの国の言語かも判読できなかった。世界中の部族の言語まで調べた挙句、鹿児島県加治木町（現・姶良市）出身の日系二世・伊丹明の手により、ようやく薩隅方言だと特定され、会話の内容が解読できたのは録音から2か月後の事だった。
また、ドイツもゲーリング調査局が日本大使館の国際電話を盗聴しており、それに気づいた日本側は同じように薩隅方言で用件を伝えあうようにした。なお、アメリカと違ってドイツ側はこの暗号を解読できなかったという。
なお、NHK大河ドラマ『山河燃ゆ』でも、ユダヤ人の科学者が原子爆弾を作るという情報を薩隅方言で話した内容が傍受され、声の主が恩人だとわかった主人公が義理と職務のはざまで苦悩しつつ英訳するシーンが描かれている。

### 薩隅方言は人工言語？
薩隅方言は、アクセント等が関東方言や関西方言と大きく異なっていることはもちろん、他の九州各地の方言と比較しても、語韻の踏み方や間の取り方、言い回しなどが大きく違っていて、耳にした者に強い印象を与える傾向がある。
こうした印象を受け、“薩隅方言人工言語説”がまことしやかに語られることがある。中央の言葉とは全く異なる言葉を使うことで情報の漏れを防ぎ、幕府の隠密の侵入を難しくする、他国人を言葉で聞き分けるといったことを企図して、薩摩藩が意図的に自国の言葉を作り替えたのだ、というものである。たとえば横山光輝の『伊賀の影丸・七つの影法師の巻』内において松平信綱が薩摩藩についてこのような発言をするなど、時代劇において薩摩藩の優れた戦略性、手強さを盛り上げるエピソードとして使われることがある。
ただしこの言説については、信頼できる言語学関連の学説として学会などで肯定的に取り上げられたことはない。

### 語彙をめぐるエピソード
南の玄関口として栄えた地域だけに、特に近世以後は外来語が方言に取り込まれたという例もある。黒板消しという意味で使われる「ラーフル」という言葉は標準語ではなじみが薄いが、外来語由来であると推測されている。語源は諸説あるが、一説によればオランダ語の rafel（擦る・布きれ）が由来であるらしい。ただし、この単語は鹿児島以外でも宮崎・愛媛などで使われており、方言周圏論で説明できるという向きもある。
特徴的な単語の例として、「いした」（地域によって「いして」「い（ひ）っちゃ」「いっちゃび」などとも言う）という言葉がある。これは一種の間投詞なのだが、自分の体に液体が触れたとき、あるいは「しまった」というときに“おもわず”発してしまう言葉である。

## 語彙例

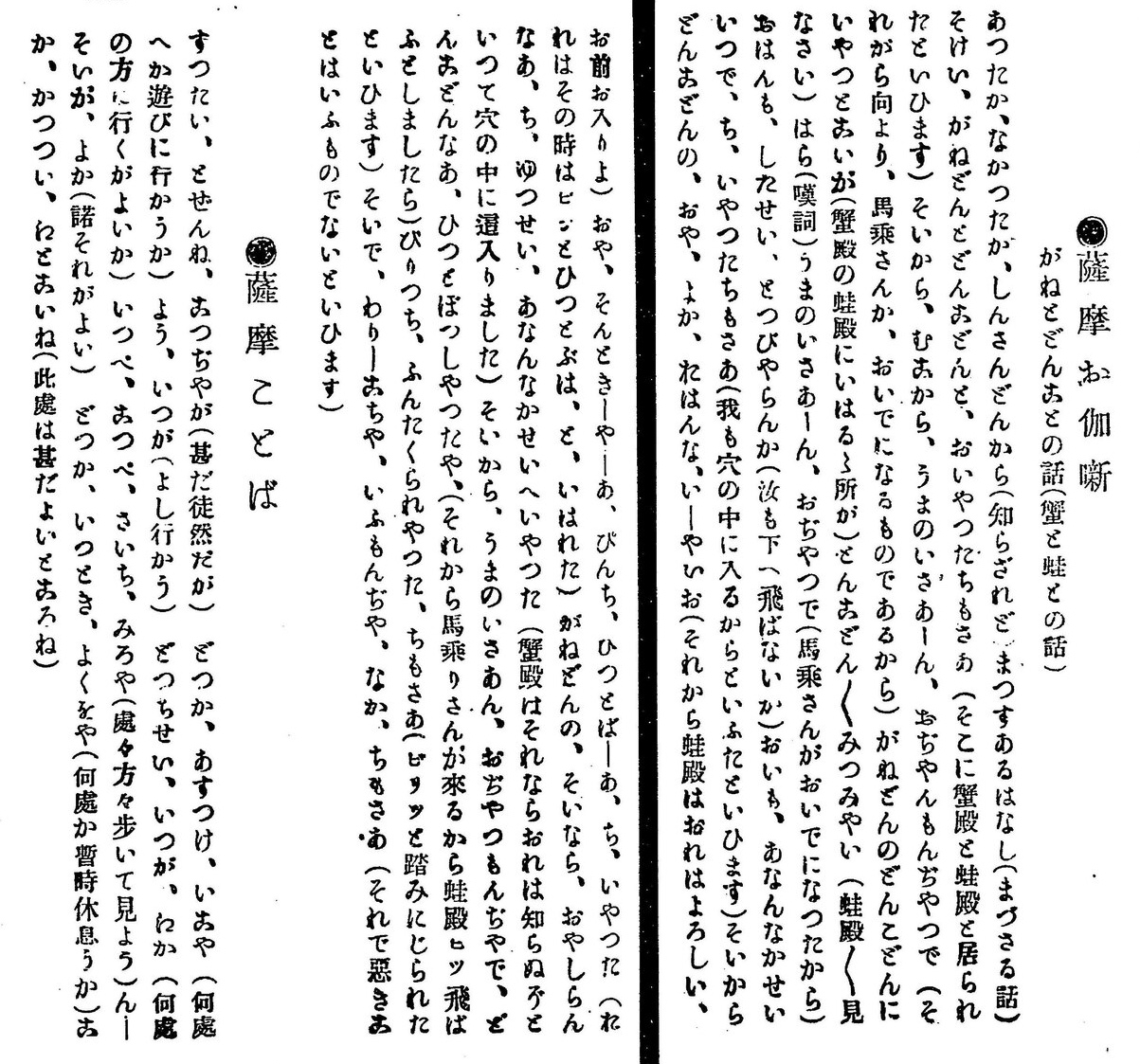
九州視察報告「薩摩お伽噺・薩摩ことば」明治43年（1910年）

（五十音順）

### <あ>
- アイ：単数三人称代名詞。「あれ」という代名詞が変化したもので、「彼」「奴」の意。同様にして「これ」を「コイ」、「それ」を「ソイ」という風になる。
- アイドン：複数三人称代名詞。彼等。
- アイガトゴワス：ありがとうございます。
- アイガトモシャゲモシタ：ありがとうございました。
- アキネ：商い。
- アタイ/アテ：私。一人称代名詞。
- アタイゲエ/アテゲエ：私の家。
- アタイゲン/アテゲン：私の家の。
- アタイヤ/アテヤ：私は。（あたいや/あてや、したん→私は、知りません）。
- アチ：熱い。暑い。厚い。
- アッタカン、シタンドン：あったかも、知れないけれど。
- アッタブッ/アッタム：暖める。
- アッタラシカ：もったいない。（←古語「あたらし」）
- アッパッ：持て余す。焦る。いっぱいいっぱい。驚く。
- アップチャ：雨蛙。
- アニョ/アンニョ：お兄さん
- アマメ：ゴキブリ（油虫）。
- アマン：酢。
- アンター：あいつは
- アンネコッ：アブネこと→危険なこと
- アンベ：アンバイ→按配。体調。

### <い>
- イオ：（生きている）魚。
- イケン、シタトナ？：どう、したんだい？
- イズン：出水
- イタカ/イテ：痛い。（お湯などが）熱い。
- イッカスッ：言い聞かせる。教える。
- イッキ：すぐに。「一騎来んめ（第一騎が来ない間に）」が省略されたもの。「戦時における第一の騎馬が攻めてこないうちに」という意味。これに似た表現として「太刀んこんめ」というものがあった。「一太刀が来ない（振り下ろされない）間に）という意味。
- イッスカン：気に入らない。一つも好かない。
- イットッ/イットイ：ちょっと、少しの時間。一時（いちとき）の促音化。（いっとっ、だまっちょれ→少し、黙っていろ）
- イッナ/インナ：いつですか。
- イッペコッペ：あちこち。
- イブスッ：指宿
- イミシタン：意地悪な。転用で「イミジイ」→小難しい、晦渋な、という意の用例もある。

### <う>
- ウイケ：売り買い。
- ウケ：多い。
- ウッカタ：女房（家方[うちかた]の訛り）。
- ウソヒィゴロ：うそつき（「嘘」をはく←ヒる ＋ 奴←ゴロ）
- ウッタクッ：殴る。（ゆこちゅ、きかんと、うったくっど→言うことを、聞かないと、殴るぞ）。また「ウッサクッ」と変化している場合もある。
- ウッゼラシカ：うるさい。（『セカラシカ』より、きつい言い方）。ややこしい意にも用いる。
- ウド：空っぽ。
- ウルエ：潤い。
- ウンナゲン：うちの、私の
- ウン：海。（ウミの転移）
- ウンベ：むべ（郁子：アケビ科の果物）
- ウンマカ/ウンメ：旨い。美味しい。筑肥方言では「ウマカ」。（例：ンナ コワ ホンノコチ ウメッ ホンノコイ ウメナァ）訳 うわ これは 本当に 美味しい。本当に美味しいですねぇ

### <え>
- エジイ/エジカ/エジカ：ずるい。
- エジ：ずるい（エジワロ＝ずるい奴）。現代語の「エグい」にも通じる。

### <お>
- オ：鯨の肉。
- オイ：「俺」。男性一人称代名詞。
- オイドン/オイタチャ：俺共。俺たち。一人称代名詞でもある。「おいどま（俺共は）」の形で使われることが多い。
- オカベ：豆腐。女房言葉の生き残り。厚揚げはアゲオカベ。昔は上方でも「おかべ」と言っていたものが鹿児島に残ったものである。白壁が語源。
- オゴジョ：若い女性。お嬢さん。御御女。
- オジ：おそろしい、怖い。正確には、「オジぃ」という風に伸ばすのが元々の用法だったと思われる。
- オジャッタ：いらっしゃった。
- オジャッタモンセ：いらっしゃいませ。
- オセ：遅い。大人。既婚者。目下の者の成長を評して使うことも。（おせにないやって→立派になられましたね）。長（おさ）の転訛？ 対：ニセ（二才←若者）
- オッカ/オビ：重い。
- オットッ：強奪する。盗む。「オットル」のさらに短縮化したもの。（オットラレタ→盗まれた）
- オテケル：（病などが）悪くなる。腫れ物が大きくなるような現象もこう称する。
- オテシキ：だいぶ、（雨がー降った）。思いっ切り。また「オテッキ」と約めるところもある。「彼は腹一杯喋ったね」→「アンヤチャ、オテッキ、カタリヨッタ」
- オドモン：横着な人（横道者の訛り）。また、形容として「オドな」→「非道な」
- オナゴンケッサレ:（軟弱な男性に対して）女の腐れたもの＝女々しい。
- オハン：あなた（「おはんな」と言えば「あなたは」の意）
- オマンサァ：あなた様。（「お前様」が訛ったもの）
- オモサマ：思い切り。（「オモサマ、セ」→思い切り、やってみろ）
- オモヒトカ/オモシトカ：面白い。
- オヤットサァ：お疲れ様。
- オラン：（大声を）だす。
- オラン：居ない。（「居らん」の意）
- オンテ/オモテ：重たい。

### <か>
- カイカ/カリ：軽い
- カイカ/カイ：痒い（かゆい）。
- カイモ/カライモ：さつまいも。漢字表記は唐芋。中国（唐）からの伝来とされているため。
- カカジル：（痒くて）かく
- カゴンマ：鹿児島
- カシワ：鶏肉
- カズン：嗅ぐ。「カズむ」ともいう。
- カタカタ：左右で違う（げた/靴下が-）。
- カタル：喋る。（語る）
- ガッツイ：丁度。本当に。（現代語では「ガチ」に近い）（例：ガッツィ 今日な しったい ダイタナァ）訳/本当に 今日は ものすごく 疲れましたねぇ
- カッカイ：おんぶ
- ガネ：蟹、かき揚げ
- カラウ：背負う
- ガラッパ：河童。
- ガラッパグサ：ドクダミ
- ガル/ガッ：叱る（ガラレタ＝叱られた）
- ガンタレ：利かん坊、暴れん坊。役立たず。（「ガンを付ける」という不良用語に近い）
- カンノケ：髪の毛。

### <き>
- ギ：議。文句、屁理屈（「ギ を言うな ちお！」→屁理屈 を 言うんじゃない！）
- キチイ：（体力的に）きつい
- キッサナ（ネ）カ：汚い。（きたないが、キシャネと変化している）
- ギッタ：ゴム。（ギッタマイ＝ゴムボール）
- キバレ！：頑張れ！（気張れ）
- キヒカ：厳しい。（「（これは）キヒカッた」 → 「難しかった」「難儀だった」）
- キビル：（紐とかを）結ぶ、（髪の毛を）結う
- キマッド、キバッド：決まっているのよ* キモン：着物。食い物。
- ギー：〜時（動詞の後に来る）。
- 〜ギ：〜まで。標準語で「切り」。「これっきり」を「これギィ」という風に用いる。
- キンキン：正座
- キンゴキンゴ：ピカピカ
- キンナゴ：キビナゴ

### <く>
- クイマラン：（やらなければいけないことが）なかなかできない。（諸県）
- クガ/クド/クッガ（クイケイッド）：食べるが 食べるよ （食べに行くよ）
- クジル：（鼻の穴などを）ほじくる。
- クセラシカ：大人びた。生意気だ。（年少者に対して）
- クッ、クライ、クレ：来る、暗い
- グラシカ：可哀そうだ、気の毒だ。

### <け>
- ゲー：家。「アタイゲー」は「私の家」、「オイゲー」は「俺の家」と考えればよい。物理的な家を指す場合もあるが、「家族」「一族」などの所属を指すこともある。
- ケケケ：「貝を、買いに、行く」ところです。最初の[ケ]が貝、2番目の[ケ]が買う、3番目の[ケ]が、現在進行形を意味する[注 4]。
- ケシン：死ぬ。「ケシンミャッタ」は「亡くなった」の意。
- ケシンボ：ずるい・ずる賢い人間。
- ケスイバッ：ひょうきんな人。
- ケヲケケケ：貝を買いに来い[注 4]。
- ケンノス/ケツンス：肛門
- ゲンネ：恥ずかしい。「芸がない」 → 約めて「ゲンネ」。「ネ」は「無い」の意、「ai」→「e」の音韻変化の例だが、活用時も原音に戻らない。（例）「恥ずかしいだろう」→○「ゲンネカロ」、×「ゲンナカロ」。

### <こ>
- コエ：（体力的に）きつい
- コケケ：買いに来い。「コケ」が「買いに」、最後の「ケ」が「来い」を意味する（目下の者に使う表現）。正確には、最後の「ケ」は「キ → 来」の発音に近い。
- コケケ：此処に来い。この場合の「コケ」は「此処に」を意味する（目下の者に使う表現）。
- コケオジャタモンセ：こちらにおいで下さいませ（目上の者に使う表現）。
- ゴイ：瓜
- コッ：蜘蛛。此処（ここ）。
- ゴテ：手足
- コマンカ/コメ：小さい。こまかいの訛り。

### <さ>
- サイモイ/サイモ：是非。
- サス（ン）：刺身。
- サルッ：歩き回る。
- サンカ：寒い。

### <し>
- ジゴロ：地五郎と書き、田舎者の意。
- ジサン：爺様。（ばさん：婆様）
- シタン：知らない。（知たん）
- シッチョ：知っている。正確には「シッチョる」。
- シモンソ：（そのように）しましょう。「シモンソカイ」は「しましょうか？」。
- シヤッガ：〜されるでしょう（尊敬語）。
- ジャッタケ：そうだったかな。（最後の「ケ」は疑問を表す接尾語。標準語の「〜かな？」と同意）
- ジャッチ：そうだがしかしという反語。相手の話に同意する表現。
- ジャッド/ジャライ：そうだ。（同意を意味する）（目下の者に使う）
- 〜ジャンサイ：そうでございますとも。（目上の者に使う）
- 〜ジャンサー：〜と言うことでございます。
- ショチュ：焼酎。「ソツ」とも。
- ショチュンジョウケ：酒のつまみ
- ショチュノンゴロ：酒飲み。
- シャイモガ：わざわざ
- 〜ジャッセン？：〜だよね。〜じゃない？主に県北西部の川内地方で用いられる言葉。
- シュベ：商売。
- ジンシャ：神社。
- シンペ：心配。心肺。

### <す>
- ス：穴。シイノス、ジゴンス（尻の穴）。鬆が語源ともとれる[独自研究?]。
- スカン：好きではない。「好かん」。
- スカンド：好きではないですよ。
- スッガ/スッド：「何々する」の訛り。します。（ソゲン、スッガ→そのように、します。）
- スッタイダレタ:「すっかり疲れた」。疲れる → ダレるという。
- スッパイ：やっぱり。川薩では全部の意味。
- ズルッ：全部
- スンクジラ：部屋の隅
- ズンバイ：いっぱい。-食べやん＝いっぱい食べなさい。
- ズンダレ：（服装などが）だらしない。ずり落ちている。（「ずり垂れる」の訛り）

### <せ>
- セカラシイ/セカラシカ：うるさい。
- セゴ：西郷
- センデ：川内
- センド：しませんよ。「セン」→しない、「ド」が強めの意。

### <そ>
- ソイ：醤油。オランダを経由してヨーロッパへ伝わり、英語で大豆を表す soy の語源となった。
- ソガラシイ：ものすごくたくさんな様子。（ソガラシイ人→大人数）
- ソゲン：そのように。
- ソゲンナ：そうなのですか。

### <た>
- ダイカ：だるい。（体が、だいかして→体が、だるくて）
- ダイカ/ダイガ：誰か。（だいか、おらんな？→誰か、居ませんか？）
- タイガイ：大体。
- ダイサア：どちら様（誰様が訛ったもの）。（ダイサア、ジャヒケ？→どちら様、ですか？）
- ダイヤメ：晩酌。（「だれやめ」が訛ったもの）。「ダレ→疲れ」が「止め→治まる」ので「ダイヤメ」
- ダカラヨ：そうだ。（ジャッド/ジャライとの違いは、ダカラヨの方が、若い人が使う。）（同年代にしか使わない）
- ダッキショ：落花生
- タマガッ：驚く。（「魂消える」の訛り）
- ダレル：つかれる。
- ダンブクロ：麻袋（蘭袋が訛ったもの）

### <ち>
- チェスト：掛け声の一種。幕末ごろにできた方言とされる[41]。
- チョッシモタ：しまった。「ちぇっ、しまった」の意。
- チゴッ、チゴド：違う、違うよ
- チンガラッ：滅茶苦茶などを表す語。「ちーん、ガラガラ」と崩れる様。
- チンタカ：冷たい。

### <つ>
- ツクジル：（やたら箸で）つっつく。「くじる」ともいう。
- ツグロ/ツグロジン：青痣（あざ）のこと。
- ツケアゲ/チケアゲ：さつま揚げ。
- ツヨカ/ツエ：強い（財力のある人の事も「ツヨカ」と言う）。総じて力のあることや、物の大小についても強いという表現を用いる。
- 〜ッド：〜ましょう（動詞の後）。
- ツム/（音便化:ツン）：摘む、髪先を切り揃える。

### <て>
- テゲ/テゲテゲ：大概。いい加減。適当。ほどほど。
- テゲナ：（1）けっこうな。たいそうな。（2）いい加減な。適当な。現代語では「けっこう」な。
- デゴン：大根。
- テソカ/テセ：大儀だ。疲れて面倒だ。
- テナモン：老人、年寄り。（年な者の転化）
- テネゲ：手ぬぐい、タオル。「チョノギ」とさらに訛る例もある。
- テンガラモン:お利口さん。感心な子。功績をあげた人。イタズラ小僧[42]。凄まじい才能の持ち主[43]。

### <と>
- ドケ：何処に。
- ドケイットコイ：何処に行くところかね（目下に使う表現）。
- ドゲン：どのように。（どげん、すっとな？→どのように、するのですか？）
- トゼンナカ/トジンナカ：徒然なか。寂しい。心細い。
- ドッ：何処
- ドッサイ：沢山。（「どっさり」の訛り？）
- トナイノ、イエギ、ウッコワシヤッタモンジャッガ：隣の、家まで、壊してしまったもんだ。
- ドン：どの（場所）。用法例；ドン桜島（どの桜島）
- ドンコ/ドンコドン/ドンコビッ：蛙。
- 〜ドン：〜けれど。用法例；好キナコト言ウドン（言うけれど）
- 〜ドン：敬称（殿）。用法例；苗字に付けて、○○ドン（○○さん）
- 〜ドン/ドマ：（共）人称を複数形に変化させる。用法例；オイドン（我々）、ワイドン（お前たち）、アイドン（彼等）

### <な>
- ナオス：片付ける
- ナオッテネル：ちゃんと布団/ベッドに移って寝る。
- ナゴキャンサンジャシタナァ：長いことお見えになりませんでしたね。
- ナイゴッナ？/ナイゴテ？：どうしたの？何をしているの？
- ナイゴテ：どうして（-そげんことをすっとよ？）
- ナバ：椎茸
- ナマスカン：意地悪な（言動）
- ナンカカル：（壁や人などに）寄りかかる。（なんかかっていい？→寄りかかっていい？）何か買っていい？ではない。
- ナンマンサー：仏壇。仏壇の中の仏様。念仏の「ナンマンダブ南無阿弥陀仏」+「様」

### <に>
- ニエ：匂い（よかにえがすっ→いい匂いがするなぁ）
- ニセ：若い青年。二才（ニサイ・15-25歳頃の未婚青年）を指すが、それより目下の少年も含んで使われることもある。「よかにせ」などのように形容表現と併用されることが多い。（にせんし→若者たち）
- ニッタクイ：煮物料理。素材名を前につけて使う。（でこんのにったくい→大根煮）
- ニモン：縫い物

### <ぬ>
- ヌキ/ヌッカ：暑い（温かい→ぬくいの訛り）。
- ヌサン（ノサンを参照）：たまらない

### <ね>
- ネタコズガ、ヒヒントワルタ：泣いていた子の機嫌がすぐに直るさま。
- ネマル：腐る（鼻がネマル- 非常に臭い時の描写）

### <の>
- ノサラン：かなわぬ夢みたいなこと。「（運命的に）ついていない」の意。
- ノサル：夢がかなう。金持ちになる。目立つ。
- ノサン：（仕事などが）大変だ。
- ノンベ：酒飲み（飲ん兵ぇの訛り）
- ノンカタ：酒の飲み会。

### <は>
- ハシ:はっきり。しっかり。（ハシとせんか！→しゃきっとしないか！）。現代語では「キリッとせんか」。
- ハッチタ：去った。
- ハッチラッドン：身なりが極端に貧相な様子（の人）
- ハワク：（ごみをほうきで）はく

### <ひ>
- ヒダルイ/ヒダリカ：空腹
- ヒッカブリ/ヒッカブイ/ヒッケジロ：弱虫。臆病者。涙をこぼす → 泣き虫
- ヒッカブル：（おしっこを）もらす。（液体を）受動的に浴びることを指す場合もあるが、単体で使われる場合は大抵前者（おもらし）である。
- ビッキョ：蛙。（←「蟾蜍」（ひき よ）？）（一部の若い世代[いつの?]では「ビッキョ」＝「かえる」から、帰宅部のことを「ビッキョ部」と言う）
- ヒッタマガッ：非常に驚く。（ヒッタマゲタ（引魂消る）→非常に驚いた）
- ビハナ：昼間の花火
- ビビンコ：肩車
- ヒンガ、ヨカ：かっこ良い 「品」が良い
- ヒンガ、ワイカ：かっこ悪い
- ビンタ、ビンテ：頭。（びんたが、いたか→頭が痛い）:頭を平手打ちすることの共通語「びんた」の語源。
- ヒンダリ：だるい。つかれた。（←ひだるし）。「ダレる」に強めを前置している。
- ビンタンケ：「頭（ビンタ）の毛」。頭髪

### <ふ>
- フ：運。（フガ、ヨカ→運が、良い。）。主に持って生まれた得のように用いられる。「符（ふ・めぐりあわせの意）」からきている?
- ブエン：食用となる生魚・鮮魚。一部地域では「刺身」。干物などのように塩をふっていない魚（無塩）。
- ブゲンシャ/ブケンシャ：お金持ち（分限者）。
- ブニセ：醜男。「ニセ＝二才」は（若い）男性の意。
- ブント：(悪い意味で)全く
- ブントヘ：全く駄目。
- フゾ：財布

### <へ>
- ヘ：おなら。灰（特に鹿児島市桜島からの火山灰）。蝿。肺。縁。「灰 → ハイ → ヘ」という具合に短縮されたもの。前出の連母音融合の項にて説明の通り、このように短くなる例が鹿児島圏では多い。
- ヘタタッ/ヘウチ：ハエ叩き
- ベブ：牛

### <ほ>
- ボエ：物覚えが悪い。
- ホケ：湯気
- ボッケモン：向こう見ず。豪胆な人[44]。豪傑者。
- ホガネ：（ネ＝ない）（人に対して）どうしようもない。しょうがない。考えがない。頭が悪い。ドジ。「穂」が無い稲や「帆」が無いように喩えられるが、東北方言の「ホンジナシ」（本地無し）と共通の語源と考えられている。

### <ま>
- マコテ：実に。誠に。
- マッキッタ：狂ったようになること。頭が巻き切る。
- マッポシ：障害物が無い様子（隣の家の部屋が - 見える）。ストレートに、の意。
- マギル：曲がる
- マクンナ：負けるな

### <み>
- ミナモロタギーナニターシヤッカモヨ：みんなもらったときは喜ぶかもよ。
- ミシタン：会ったことがない。（「見知らぬ」の訛り）
- ミッシャナカ：可哀そうな。「みとなしい」の意。
- ミヤコンジョッ：都城
- ミン：耳。「みみ」の短縮化。
- ミンゴミンゴ：きれいに、立派に
- ミンチャバ：耳朶

### <む>
- ムッシャナカ：可哀そうな。
- ムゾカ/ムジ、ムゼ：可愛い。
- ムシクレバ：虫歯。（虫食らい歯の転化）

### <め>
- メーゲ:しゃもじ。「めしげ」

### <も>
- モジョカ/モゾカ/ムゼ：かわいい。「ムジぃ」ともいう。
- モヘ：もう。早くも。（「もはや」が訛ったもの。）。
- モンノベ：物覚え。

### <や>
- ヤッケタ：困った。（ヤッケタコッ→困った問題）。
- ヤッセン：駄目。（*ヤッセンボ→駄目な奴。臆病者。）
- 〜ヤッデ…：〜だから… 接続詞。
- ヤッド/ジャッド：そうだ。主に受け答えで用いる。
- ヤドロイシ：うるさい
- ヤマンコッ：女郎蜘蛛（山の蜘蛛の意味）。
- ヤマイモヲホッ：山芋を掘る→転じて『酔っ払いが同じことを何度も話すこと』を意味する。山芋掘りは難儀な作業なので、転じて難しいことを喋ることをこう称する。酒癖の悪い人が座を白けさせるときに使うことが多い。
- ヤンカブイ：髪の乱れている様。身なりの汚い人。

### <ゆ>
- ユナチヨ：言わないでよ。（動詞に「ナ」がつくと否定になる。「チヨ」は要請を意味する接尾語。）
- ユクサ：ようこそ。よくぞ。（ゆくさ、ゆちくれた＝よくぞ言ってくれた）

### <よ>
- ヨカニセ/ヨカニィ：美男子。「良い」＋「若い男性」
- ヨカオゴジョ：美女。「良い」＋「お嬢さん」
- ヨカド：良いよ。了解。了承。
- ヨカフ：素晴らしい風情。
- ヨクロタ：酔っ払った。
- ヨクロンボ：酔っ払い。
- ヨソエ：装い。
- ヨダキ：（諸県？）疲れた、面倒くさい。
- ヨダキンボ：（諸県？）面倒くさがり、なまけもの。
- ヨメジョ：お嫁さん。（トウモロコシの意味もある）

### <ら>
- ラーフル：黒板消しの総称

### <ろ>
- ロッガッド(ッ)：六月灯

### <わ>
- ワイ：二人称代名詞。「おまえ」の意。「（関西弁で）われ」。
- ワイドン/ワイタァ：複数二人称代名詞。お前共。あなたがた。
- ワイカ/ヤッセン：ダメ/悪い。
- ワッコ：（目下の者に対して）おまえ。
- ワッセ/ワッゼ/ワッチェ：すごく。
- ワッゼカ/ワッザイ：ものすごい。「ウザい」ほどの、といった意味もある。
- ワルコッボ/ワイ（リ）コッボ：悪い子。不良。いたずら坊主。
- ワレガオ：笑顔。（笑い顔の転化）
- ワロ：奴、野郎。

### <ん>
- 〜ン：（名詞の後ろにつけて）〜の。（つくえんなか→机の中）
- 〜ンシ：（地名や属性の後ろにつけて）〜の人。（カゴシマンシ→鹿児島の人）。「〜の衆（しゅう・人々の意）」が訛ったもの。
- ンダモシタン/ウンニャモシタン/ウンダモシタン：あらまあ。「あら、もう知らなかった」という感嘆の訛り。
- ンーニャ/ウンニャ：否定の言葉（いいえ。違います。）。「いや」という否定の訛り。上述の「ウンニャモシタン」のように「ンニャ」「ウンニャ」のみで驚きを表す感嘆詞ともなる。（ウンニャ、ナイゴテナ？→えっ、なぜですか？）

### <5W1H>
- ダイ：誰
- ナイバ/ナイヲ：何を
- イッ：いつ
- ドケ：どこ
- ナイゴテ：何故
- イケンシテ/ドゲンシテ：どのように

## 例文
『講座方言学 9 九州地方の方言』より。鹿児島市、指宿市旧開聞町、鹿屋市の3例。
兄は病気で寝ているが弟は元気で鞠を蹴っている
- （鹿児島）アニョワ ヤンメデ ネッオッガ オトチャ ゲンキデ マユ ケッオッ
- （開聞）アニョワ ゲンカアッ ネジョイガ オドジャ ゲンキデ マユ ケッチョッ
- （鹿屋）アンサンナ グアイガワリドン オトチャ ゲンキデ マイドン ケッチョッガ

外出しないで今日は勉強しなければならない
- （鹿児島）ソテデラジ キュワ ベンキョオセンニャナラン
- （開聞）ソテデランジ キュワ ベンキョオセンニャナラン
- （鹿屋）アソビイカジ キョワ ベンキョオセンナイカン

その柿は赤いけれども渋かろう
- （鹿児島）ソンカキャ アケドン シビジャロ
- （開聞）ソンカガ アガガバッ シッカロ
- （鹿屋）ソンカキャ アケドン シビャネドカイネ